# Claudio Coello

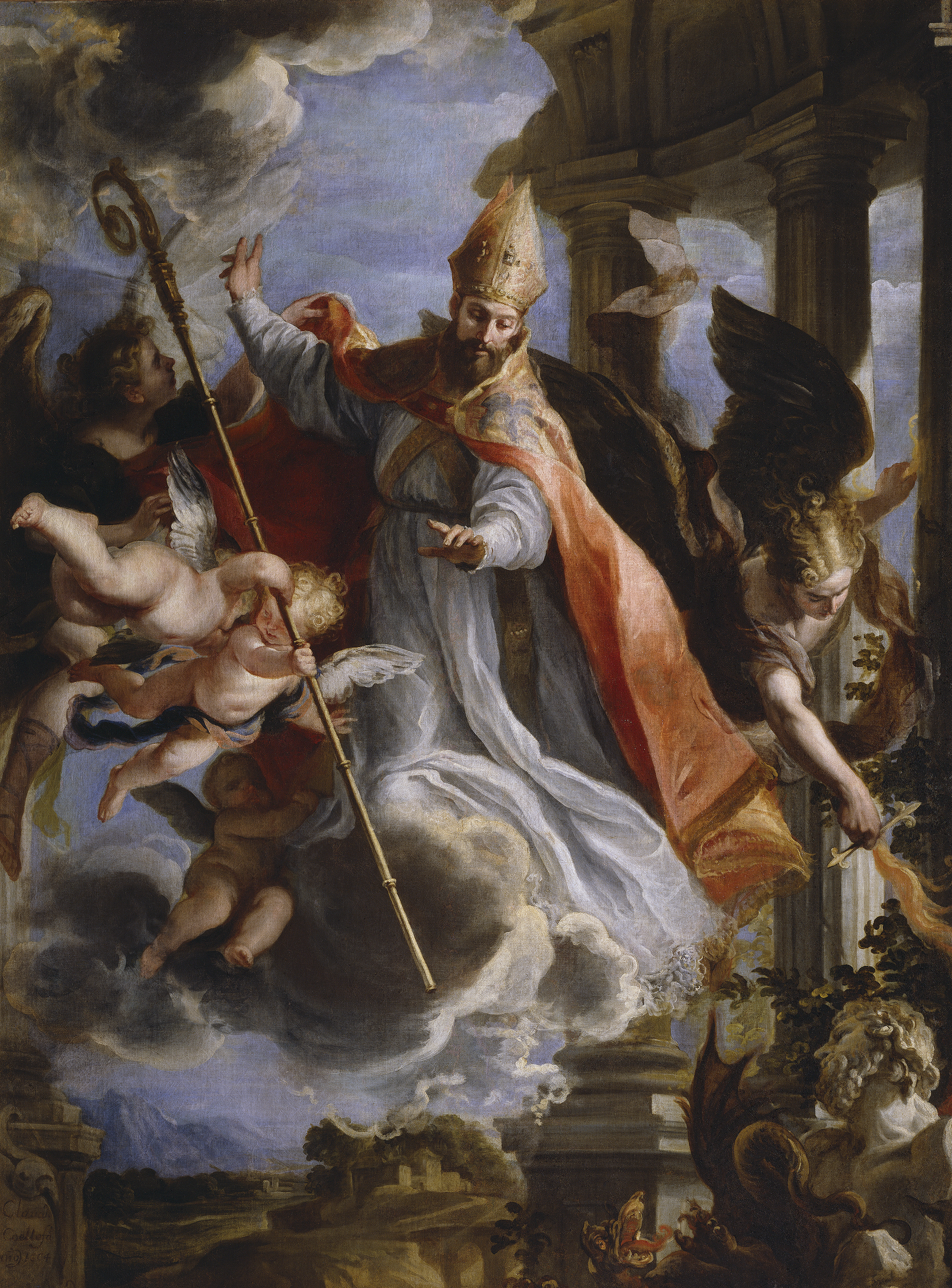
Triunfo de San Agustín, firmado «Claudio Coello fat. año de 1664», 270 x 203 cm, Madrid, Museo del Prado.

Claudio Coello (Madrid, 1642-1693) fue un pintor español, destacado representante del pleno barroco madrileño. Formado con Francisco Rizi, en 1683 fue nombrado pintor del rey Carlos II, cargo en el que acometió su más importante obra: La Adoración de la Sagrada Forma de la sacristía del Monasterio de El Escorial. Pintor de grandes telas de altar para las iglesias y conventos de Madrid y sus alrededores, fue también pintor al fresco y de arquitecturas efímeras siempre con gran sentido escenográfico.

## Vida y obra
Nacido en Madrid, fue bautizado el 2 de marzo de 1642 en la iglesia de Santos Justo y Pastor. Hijo de Faustino Coello, broncista portugués, natural del obispado de Viseo, y de Bernarda de Fuentes, fallecida en 1681, viuda ya y atendida en sus últimas voluntades por su hijo Claudio. Su padre descendía «de aquella ilustre familia de los Coellos, de donde lo era también el gran Alonso Sánchez Coello», según lo que afirma Palomino, cuya biografía es la única fuente de información disponible para el conocimiento de los primeros años de vida del pintor, con quien llegó a tener amistad. Comenzó a estudiar dibujo en el taller de Francisco Rizi, donde lo había colocado su padre para que le ayudase en su trabajo, pero viendo Rizi el aprovechamiento del joven aprendiz recomendó a su padre que le permitiese proseguir con el estudio de la pintura. De su paso por el taller de Rizi han quedado algunas anécdotas narradas por el biógrafo cordobés y una descripción física del pintor. Cuenta Palomino que un religioso, ante el que el maestro había alabado al discípulo, le respondió que el semblante del muchacho no revelaba gran ingenio, a lo que Rizi contestó: «Pues padre, virtudes vencen señales». Y concluía Palomino: «Lo cierto es, que el semblante no era muy grato, y además de esto adusto, y melancólico; pero la frente espaciosa, y los ojos vivos, y reconcentrados, mostraban ser de genio agudo, especulativo, y cogitativo».
En el taller de Rizi destacó por la mucha aplicación que puso en el dibujo, haciéndose para su estudio incluso con los apuntes o rasguños que el maestro descartaba, lo que se pondrá de manifiesto en la cuidadosa preparación de toda su obra posterior, en la que, en palabras de Palomino, «por mejorar un contorno daría treinta vueltas a el natural». Contaba Palomino que el maestro con frecuencia lo encontraba dibujando a deshora 

y decía Rizi: Estos sí, que son los verdaderos genios, y que dan seguras esperanzas de aprovechar. Aquellos, que es menester reñirles, porque se ponen ahora a dibujar. No aquellos, a quien es menester aguijonearles, para que dibujen. ¡Sentencia digna de observación!

Con Rizi, director de las representaciones teatrales del Coliseo del Buen Retiro, aprendió a pintar al temple y al fresco y a dominar la pintura historiada tanto como las perspectivas arquitectónicas. Además, la condición de pintor del rey de su maestro y la amistad con Carreño le abrieron las puertas de palacio, donde completó su formación con el estudio de la pintura veneciana y flamenca.

### Primeros trabajos
La primera obra firmada y fechada que se conoce, Jesús niño a la puerta del Templo (1660, Museo del Prado), obra de juventud, ajena a cuanto se hacía en Madrid, copia una pintura perdida de Jacques Blanchard, conocida por un grabado de Antoine Garnier. Como el grabado está invertido, es posible que Coello conociese el cuadro original o alguna otra copia directa de él. Solo un año posterior, Cristo servido por los ángeles (colección privada) muestra mejor algunos de los rasgos que serán característicos del pintor maduro. La cara y las manos de Cristo guardan ciertas semejanzas con otra obra temprana firmada «Claudio fac.»: La entrada de Jesús en Jerusalén (Museo de la Universidad de Valladolid) de pequeño tamaño y anatomías vacilantes, lo que ha hecho pensar que pudiera tratarse de un boceto con destino ignorado, aunque su acabado no es propio de un boceto, pudiendo tratarse de obra destinada a la devoción privada.
De 1663, La visión de san Antonio de Padua de Norfolk (Virginia), Chrysler Museum of Art, de la que se conoce copia autógrafa con ligeras variantes en colección privada madrileña, incorpora por primera vez los fondos arquitectónicos en perspectiva y los angelotes revoloteando que constituirán otra seña de identidad de su pintura. No hay datos de su origen y únicamente se tiene constancia de que estuvo expuesta en la Galería Española del Louvre y que fue vendida en 1853 con la colección de Luis Felipe de Orleans.

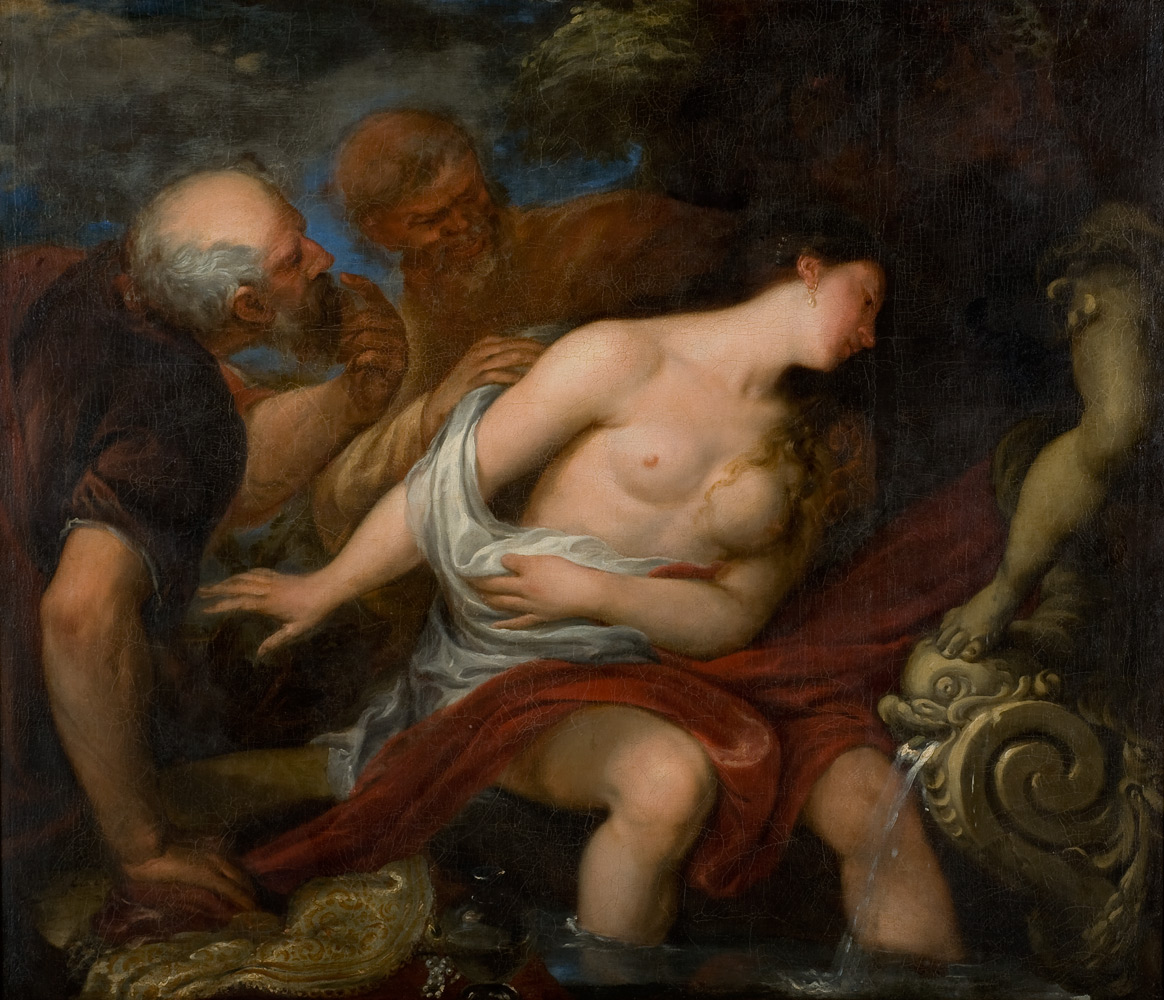
Susana y los viejos, firmado y fechado «Clau Coe fat 1664»; óleo sobre lienzo, 124 x 145 cm, Ponce, Puerto Rico, Museo de Arte de Ponce.

El conocimiento de la colección real se hace evidente en las dos obras fechadas en 1664 que se han conservado: el Triunfo de san Agustín del Museo del Prado y Susana y los viejos del Museo de Arte de Ponce, auténticas obras maestras, pintadas con solo 22 años, en las que junto a la opulenta sensualidad de Rubens y una armoniosa gama de colores brillantes de origen flamenco sobre el azul intenso del cielo, un jugoso aunque reducido paisaje y fragmentos de arquitectura monumental deudores del Veronés, se advierte también el conocimiento de Tiziano, puesto de manifiesto en el sensual desnudo de Susana y en los rostros libidinosos de los ancianos, fundiendo de forma personal modelos venecianos y flamencos. Procedente del colegio-convento de San Nicolás de Tolentino de los agustinos recoletos de Alcalá de Henares, el Triunfo de san Agustín es un buen ejemplo del gran lienzo de altar característico del pleno barroco madrileño, un recurso del discurso pictórico barroco dirigido a los sentidos y destinado a conmover e impresionar, que va a proporcionar a Coello algunos de los encargos más importante de su carrera.
También en 1664 conoció a Juan de Valdés Leal cuando el sevillano viajó a Madrid para estudiar las pinturas de las colecciones reales y del monasterio de El Escorial, de lo que Palomino tenía noticia por el propio Coello, quien le había informado de que en Madrid Valdés asistía con regularidad a la academia y «dibujaba dos, o tres figuras cada noche [...] galantería, que muchos la han ejecutado por bizarrear». Según una conocida anécdota narrada por Palomino, Coello permanecía aún en casa del maestro en estos años y cuando pintó el Descubrimiento de la verdadera Cruz para el altar mayor de la primitiva parroquia de Santa Cruz, Rizi le ofreció firmar el lienzo con su nombre porque se lo pagasen mejor, pero Coello prefirió el reconocimiento público al interés económico. Perdidas ya en el siglo XVIII las pinturas del altar mayor —y las pinturas al fresco que para el presbiterio y la capilla de los Ajusticiados de la misma iglesia pintó con José Jiménez Donoso— se ha conservado el contrato, fechado en junio de 1666, y la carta de pago de 4000 reales otorgada por Coello el 28 de agosto del mismo año. Firmada y fechada en 1666 se conserva una Anunciación que fue de la colección del conde de Casal, en la que el espacio arquitectónico adquiere amplio desarrollo y la luz, procedente de diversos puntos, genera audaces contraluces en la figura del ángel. A este momento, probablemente, pertenece también el Apóstol san Felipe pintado para uno de los altares del crucero del Real Monasterio de Santa Isabel, pues consta que en 1664 se contrató con Toribio García la policromía de los altares. La imagen del apóstol de cuerpo entero en primer término, con la escena de su martirio en las lejanías, es de nuevo una figura monumental, de gran fuerza y movimiento, aunque el cuadro se conoce solo por una antigua fotografía al resultar destruido en el incendio del monasterio a comienzos de la guerra civil española (1936), junto con las restantes obras de arte que albergaba y la Inmaculada Concepción de Ribera que ocupaba el altar mayor, a la que Coello repintó la cabeza por haber entendido las monjas que en ella el valenciano había retratado a su hija, seducida por Juan José de Austria según la leyenda.

### Pinturas para el Convento de San Plácido

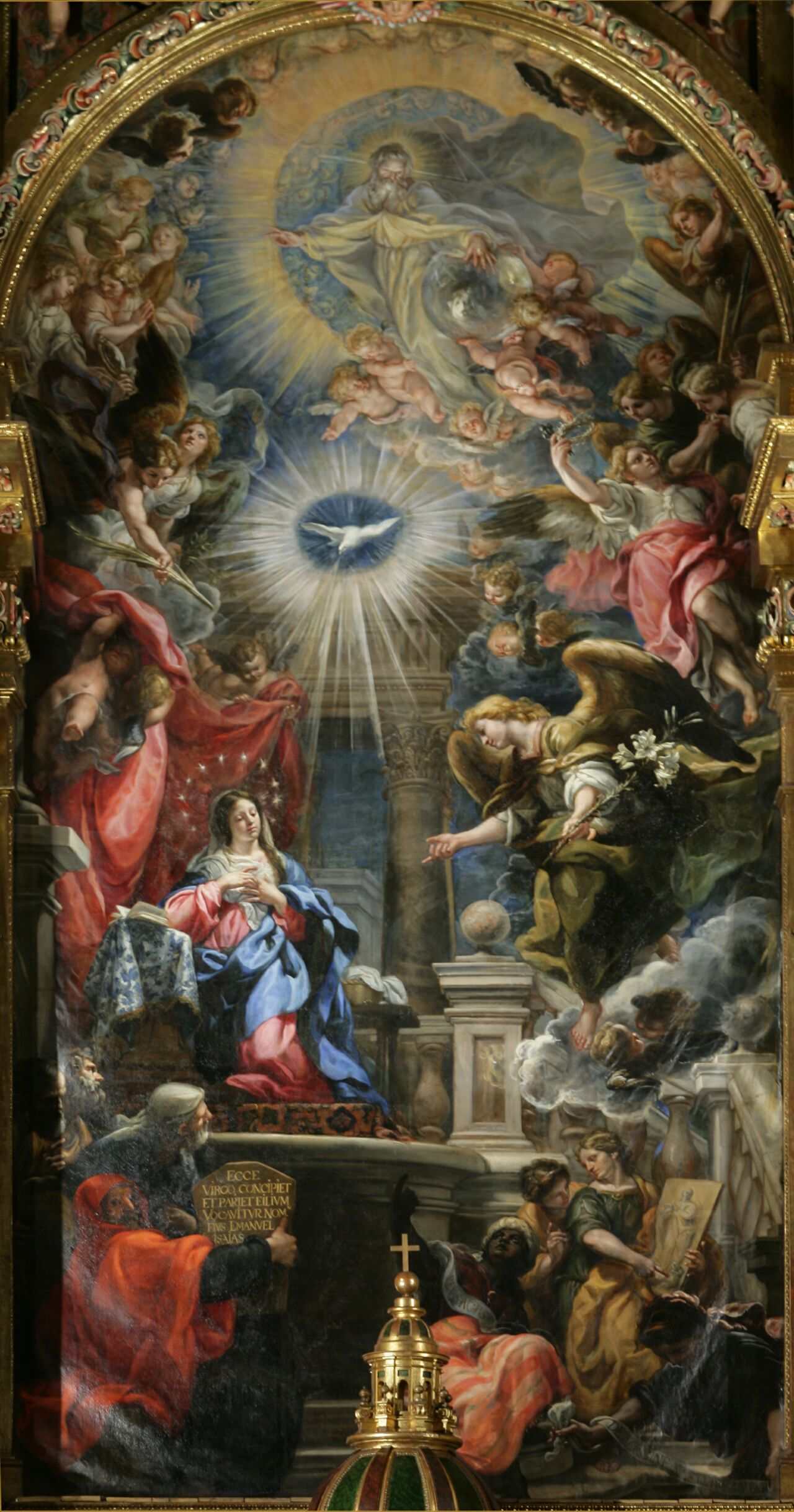
La Anunciación, firmado «CLAVDIVS COELLO FA 1668», óleo sobre lienzo, 750 x 366 cm, Madrid, Convento de San Plácido.

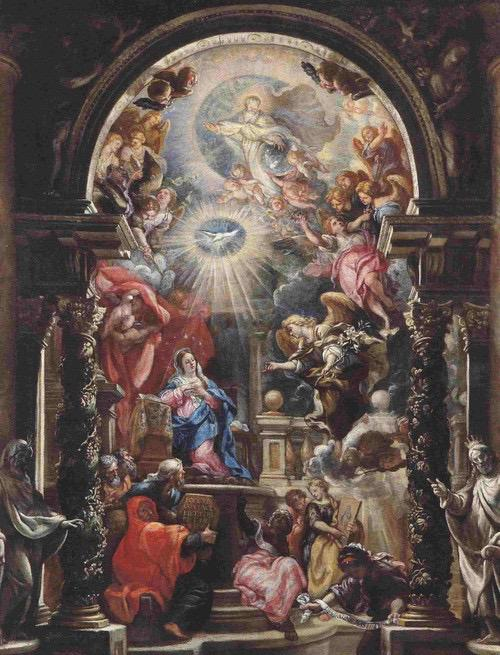
La Encarnación de la Virgen con los profetas y sibilas que la predijeron, óleo sobre lienzo, 110,5 x 85,5 cm, Jerez de la Frontera, colección Helena Rivero. Boceto para el retablo mayor de San Plácido firmado «Claudio Coello ft. A 1668».

Las pinturas para la iglesia del Convento de San Plácido de Madrid son, según Palomino, lo primero «que sacó a luz aun estando todavía en casa de su maestro [...] en que muestra bien la valentía de su espíritu y el gran genio, que le asistía». Fundado en 1623 por Teresa Valle de la Cerda y el protonotario de Aragón Jerónimo de Villanueva en el solar ocupado por un pequeño templo dedicado a san Plácido, anejo al abadengo benedictino de San Martín, el monasterio de monjas benitas puesto bajo la advocación de la Encarnación, popularmente conocido como Convento de San Plácido, atravesó en sus primeros años de existencia por serias dificultades al ser procesadas las monjas fundadoras y su capellán junto con algún otro fraile de San Martín por el tribunal de la Inquisición, lo que retrasó la construcción y adorno de su iglesia. Incluso después de absueltas las monjas en 1638, la caída en desgracia del conde-duque de Olivares en 1643 arrastró a Villanueva, patrono del convento, contra quien se reabrió el proceso inquisitorial, que aún proseguía entre apelaciones Roma y dilaciones a la muerte del protonotario en 1653. Fallecido Villanueva, fue su sobrino del mismo nombre quien asumió el patronazgo y la construcción del nuevo templo, en cuya portada figura su escudo. A falta de documentación sobre su construcción, es el propio fray Lorenzo de San Nicolás quien se declara su autor en la segunda parte de su tratado Del arte y uso de la Arquitectura editado en 1665, donde afirmaba que su cúpula era la segunda de las encamonadas de Madrid, tras la del Colegio Imperial del hermano Bautista. En 1661 debía de estar ya completa su construcción, pues es en ese año cuando se fechan los herrajes, e inmediatamente se procedió a la pintura al fresco de la cúpula y pechinas a cargo de Francisco Rizi.
No se ha conservado tampoco la documentación relativa a las pinturas de Claudio Coello, pero la gran Anunciación del retablo mayor (7,50 x 3,66 m) y la Visión de santa Gertrudis en la calle central del retablo del lado derecho de la nave, están firmadas y fechadas en 1668. Salvada casi íntegramente de la destrucción que a comienzos del siglo xx acabó con el convento, la iglesia de San Plácido forma uno de los más notables conjuntos barrocos del Madrid de los Austrias y el único de esa envergadura de los pintados por Coello que se conserva en su emplazamiento original.
Con la Anunciación del retablo mayor, obra de Pedro de la Torre, forman el encargo las pinturas de los altares colaterales de santa Gertrudis a la derecha y santos Benito y Escolástica a la izquierda, con once pinturas cada uno, algunas muy ennegrecidas. Destacan en ellos las pequeñas escenas de la Pasión en las predelas y el Sansón con el león de la puerta del sagrario, pintadas con pincelada abocetada y vibrante aprendida de Rizi.
Del gran lienzo de la Anunciación, o con mayor propiedad de la Encarnación de la Virgen con los profetas y las sibilas que la anunciaron, se conservan algunos dibujos preparatorios y dos bocetos, al menos uno de ellos también firmado en 1668 y muy acabado, posiblemente como modelo de presentación del trabajo definitivo, lo que revela el cuidadoso estudio previo realizado por Coello, para el que debió de contar también con el asesoramiento iconográfico de alguien con conocimientos teológicos y que le proporcionase los textos latinos portados por profetas del Antiguo Testamento y sibilas de la tradición grecolatina. Entre ellos se reconoce a Isaías, con una tabla en la que aparece la inscripción «ECCE VIRGO CONCIPIET ET PARIET FILIVM VOCAVITVR NOM[EN] EIVS EMMANVEL ISAÍAS», tomada de Isaías 7,14; Jeremías, con la inscripción «CREAVIT DOMINVS NOVVM SVPER TERRAM» (Jeremías, 31,22), y la sibila eritrea, negra, con una filacteria en la que aparece inscrito «REX SANCTVS VEN...». Además, otra no identificada lleva un cuadro con la imagen de la Inmaculada y una tercera una cinta en la que se lee «DE VIRGINE NAS[CE]TVR... PVER», todos ellos a los pies de una escalinata que conduce a la escena principal de María anunciada con el arcángel san Gabriel, sobrevolados por Dios Padre y Espíritu Santo entre un coro de ángeles. Como fuente para la composición de Coello se ha apuntado la existencia de un boceto del mismo asunto pintado por Rubens (Barnes Foundation, Pensilvania), nunca trasladado a una composición definitiva, sobre el que se ha especulado con la posibilidad de que fuese pintado con este mismo destino algunos años atrás. Coello, con todo, y aunque pudo inspirarse para la composición en tres niveles en este boceto o en un grabado anterior de Cornelis Cort a partir de unos frescos de Federico Zuccaro en Santa Maria Annunziata de Roma, creó una imagen enteramente personal y de gran fuerza. Muy significativa es en este sentido la utilización de columnas salomónicas en los bocetos, en los que pintó el enmarcamiento arquitectónico al modo de una embocadura teatral, a diferencia de las columnas corintias que tiene el retablo auténtico de Pedro de la Torre.

### 1669-1674: pintor al fresco en Madrid y Toledo

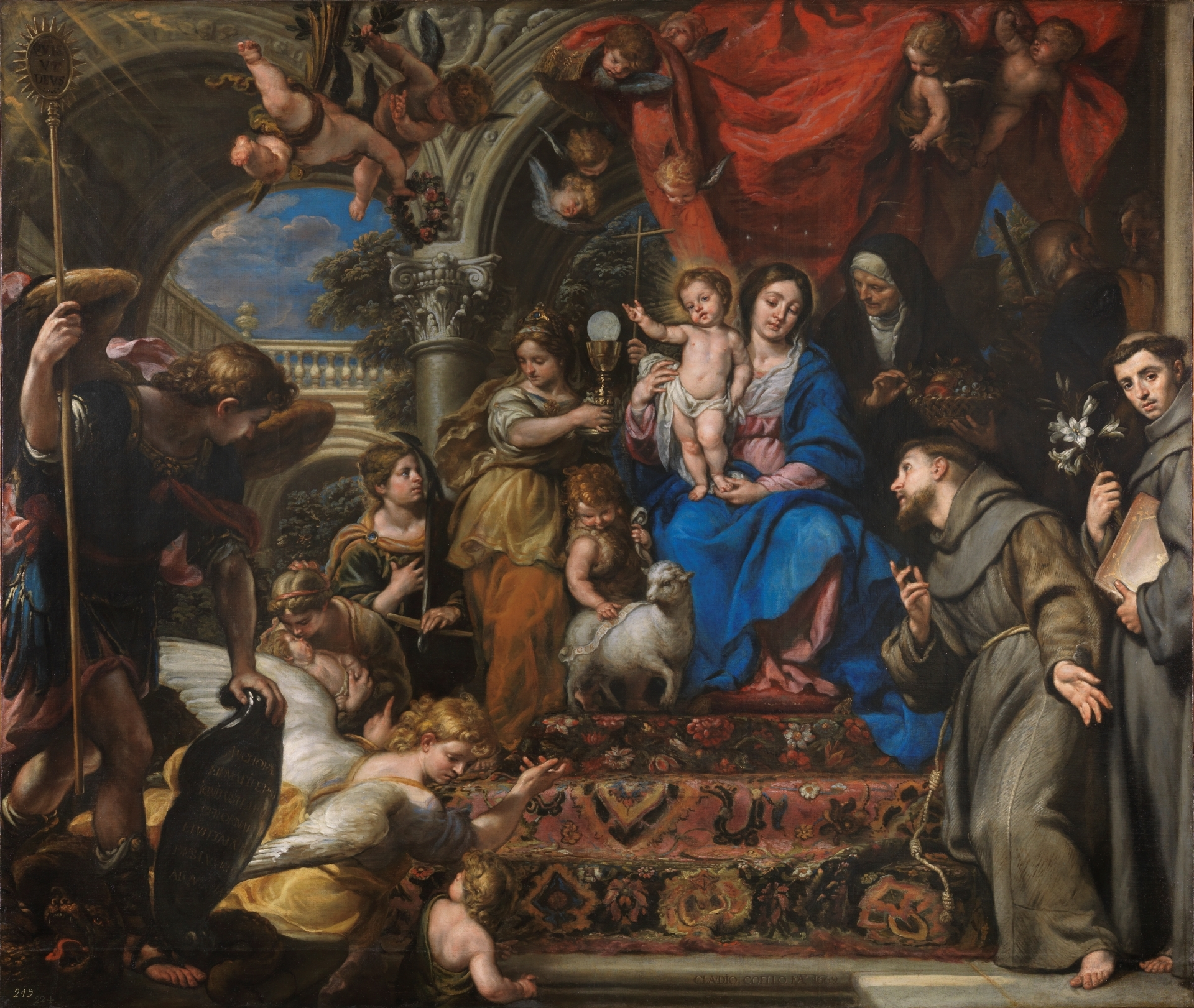
La Virgen con el Niño entre las Virtudes teologales y santos, firmado «CLAUDIO COELLO FA 1669», óleo sobre lienzo, 232 x 273 cm, Madrid, Museo del Prado.

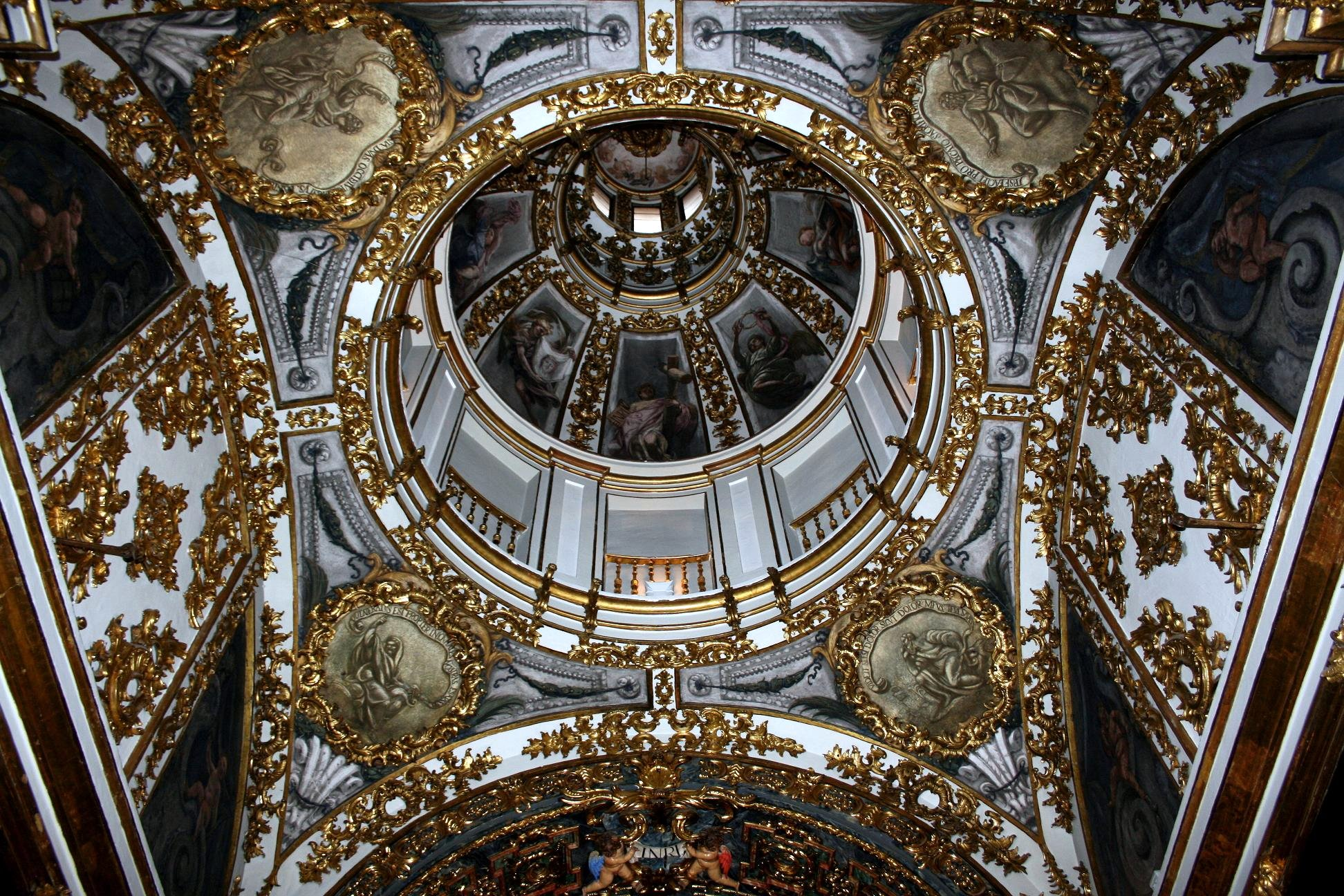
Pinturas al fresco de la cúpula y pechinas de la capilla de Cristo en la iglesia del Colegio Imperial de Madrid.

En los años posteriores a estos trabajos para San Plácido, las pinturas de caballete y al óleo escasean. Tan solo se conservan dos pinturas fechadas en 1669: Cristo presentando a la Virgen a los padres del Limbo, en colección particular francesa, cuya composición escalonada evoca la de la Anunciación de San Plácido, y La Virgen y el Niño adorada por santos y por las virtudes teologales del Museo del Prado. Esta, aunque comprendida dentro del género tradicional de las sacras conversaciones italianas y contando con notables precedentes, es una pintura muy trabajada, de la que se conocen dos estudios previos a pluma y aguada (Prado y Museo del Louvre) alternando las posiciones de los santos mientras busca un mejor efecto. Por semejanza temática podría corresponder también a estos años, o poco antes, La Virgen y el Niño adorados por san Luis rey de Francia y otros santos (Museo del Prado), óleo pintado según Palomino para don Luis Faures, de la guardia de arqueros reales, con los ricos colores aprendidos en el estudio de las pinturas de palacio.
A los años finales de la década de 1660 podría corresponder también el Arcángel san Miguel de la Sarah Campbell Blaffer Foundation de Houston (Texas), deudor de la divulgada representación ideada por Guido Reni,
Las desaparecidas pinturas del presbiterio de la iglesia de Santa Cruz, de fecha imprecisa pero de lo primero que pintó, todavía en casa de su maestro según Palómino, pusieron en contacto a Coello con José Jiménez Donoso, retornado de Italia algunos años atrás. Ambos colaboraron en una serie de decoraciones al fresco parcialmente conservadas en las que pusieron en práctica los principios de la quadratura puestos de moda con la llegada a Madrid de Angelo Michele Colonna y Agostino Mitelli. La primera de ellas podría haber sido la decoración de la capilla de San Ignacio en la iglesia del Colegio Imperial, promovida por los Borjas con motivo de la canonización de san Francisco de Borja (1671). Destruida al comienzo de la guerra civil (1936), en el saqueo e incendio de la que entonces era catedral de Madrid, queda tan solo de sus pinturas al fresco en muros y cúpula ovalada algún dibujo preparatorio y la descripción particularmente elogiosa de Antonio Palomino:

Siguióse a esto la pintura de la capilla de San Ignacio (que llaman de los Borjas) en el Colegio Imperial, de esta Corte, que está a el lado del Evangelio, la cual pintaron a el fresco los dos, con excelentes compartimientos de arquitecturas, bellísimos adornos, tocados de oro con gran gusto. Cuatro historias de aquel glorioso patriarca sobre las cuatro puertas; y las cuatro partes del Mundo en los intermedios, en demostración del fruto, que ha logrado esta sagrada Religión de la Compañía, en todas ellas, mediante la semilla del Santo Evangelio, y el infatigable celo de sus operarios. Rematando el ornato de esta preciosa capilla, con el triunfo de este glorioso capitán de tan sagrada Compañía, llevado por ministerio de ángeles, a gozar del premio, que le merecieron sus heroicas empresas, lo cual está ejecutado en el cañón del cupulino de dicha capilla, con singularísimo primor, que desde abajo no se conoce, porque satisface a la vista, como debe. Pero desde arriba se ve la deformidad de pies, y piernas de los ángeles, para que degradando la vista oblicua aquellas cantidades, vengan a quedar desde abajo en debida proporción.

También aquí decoraron la bóveda de la sacristía, con historias de la vida de san Ignacio, igualmente destruidas, y Coello en solitario la cúpula y pechinas de la capilla del Santo Cristo, con ángeles pasionarios en la media naranja y medallones con profetas en grisalla en las pechinas, pinturas datadas por Elías Tormo en 1673, estas sí conservadas.
En agosto de 1672 Coello y Donoso contrataron las pinturas de la sala «donde sus Majestades concurrían para ver las fiestas de toros» en la Casa de la Panadería, rehabilitada tras el incendio sufrido ese mismo año, junto con las pinturas de la escalera y la antecámara, estas perdidas. El contrato estipulaba que las pinturas, hechas al temple según Palomino, debían estar concluidas antes de marzo de 1674 y por ellas los pintores recibirían 1 000 ducados cada uno. Un boceto del «cielo raso para la Panadería de Madrid» pintado por Coello se conservaba en el Palacio del Buen Retiro, según el inventario de 1794. Lo pintado allí, como salón real, son las armas de la monarquía portadas por las alegorías de las Virtudes cardinales flotando entre ángeles trompeteros en el cielo, al que se abre una arquitectura fingida y medallones pintados en grisalla en los que se representan seis de los trabajos de Hércules, mítico fundador de la monarquía hispánica.
Semejante a este, aunque la arquitectura fingida se abre al cielo en forma ovalada, es el techo del vestuario o sacristía pequeña de la catedral de Toledo, con ángeles niños portando en vuelo el báculo y la mitra, pinturas por las que entre junio y agosto de 1674 cobraron Coello y Donoso 10 000 ducados.

### 1675-1679: al servicio de la Iglesia

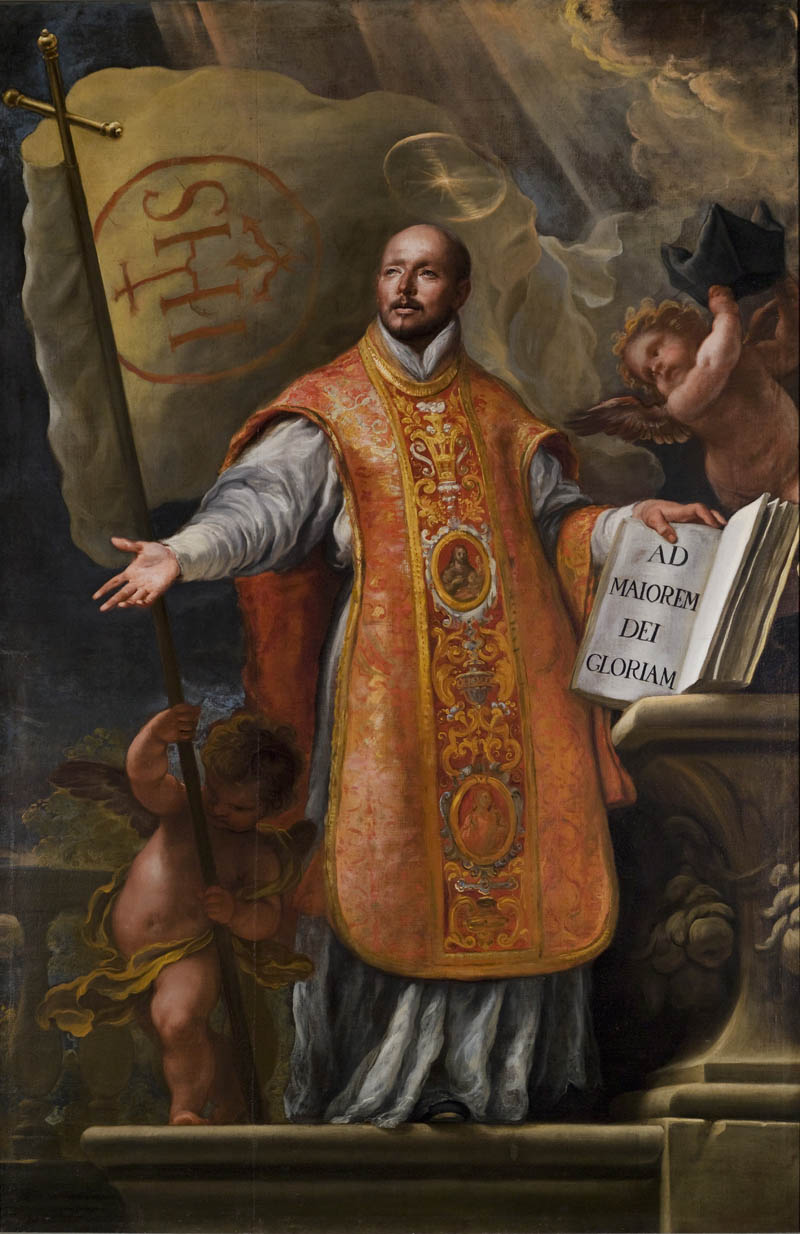
San Ignacio de Loyola, óleo sobre lienzo, 246 x 164 cm, Valdemoro (Madrid), Iglesia de Nuestra Señora de la Asunción.

El 2 de marzo de 1674 contrató las pinturas del retablo que José Ratés estaba construyendo para la iglesia de San Juan Evangelista de Torrejón de Ardoz. El contrato estipulaba que las pinturas debían estar concluidas en agosto de 1675. Solo unos días después de firmado este contrato, el 14 de marzo, contrajo matrimonio en la iglesia de Santa Cruz con Feliciana de Aguirre Espinosa, hija de un alguacil. El matrimonio resultó desdichado. En noviembre de 1675 falleció Feliciana dejando un hijo de seis meses, Bernardino, que fue enviado a casa de unos parientes en San Sebastián de los Reyes, y en enero de 1678 Coello renunció a su herencia en favor de la madre de la difunta, «considerando los cortos medios con que queda».
El contrato para Torrejón de Ardoz establecía que para el cuerpo central del retablo debía pintar Coello el martirio de san Juan Evangelista en la tina de aceite hirviendo o San Juan ante Portam Latinam, además de pintar una Apoteosis de san Juan de menor tamaño para el cuerpo superior y cuatro pinturas de asunto no especificado para la «custodia grande» y puerta del sagrario. La iglesia ardió en la guerra civil (1936) y con el incendio se perdió el retablo, pero se salvó la gran tela con el martirio del santo (595 x 300 cm) conservada ahora en la reconstruida iglesia. Se conocen además dos estudios previos que ayudan a entender el modo de trabajar de Coello, que comienza por una primera idea dibujada a lápiz con trazo rápido luego reforzado a pluma, con la que al tiempo se sugieren alternativas, hasta alcanzar el modelo definitivo para ser presentado a la aprobación del cliente, sobre el que dibujaba una cuadrícula para facilitar el traspaso al lienzo.
Firmadas en 1676 se conocen dos telas de procedencia ignorada: Cristo y la Magdalena en casa de Simón (colección privada), con obvios recuerdos de los venecianos y en especial de Veronés y Tintoretto en las amplias arquitecturas y los detalles anecdóticos que rodean la escena principal, y una de las varias versiones de la Inmaculada (Castres, Museo Goya). De 1677 solo una: La aparición de la Virgen del Pilar a Santiago el Mayor (San Simeón (California), Hearst San Simeon State Historical Monument). Es posible que en estos años se ocupase también en algunas de las numerosas pinturas que Palomino le atribuye en iglesias madrileñas de las que nada ha llegado, como las pechinas de la capilla de Santa María de los Siete Dolores en el colegio de Santo Tomás, para las que Sebastián de Benavente contrató en 1676 los marcos. También a estos años pueden corresponder los cuadros de San Ignacio de Loyola y San Francisco Javier pintados para la iglesia de Nuestra Señora de la Asunción de Valdemoro, que Palomino cita «del tamaño del natural», puestos a los lados de la puerta de la sacristía, conservados aunque faltos de documentación para determinar la fecha de su pintura.
Tres acontecimientos importantes en la vida de Coello ocurrieron en 1677: en febrero se vio envuelto en una reanudación del pleito que los pintores de Madrid sostenían contra la Hermandad de Nuestra Señora de los Siete Dolores por la obligación que tiempo atrás habían contraído los miembros del gremio de sacar en procesión la imagen de la Virgen por Semana Santa, lo que una mayoría de pintores acabó interpretando como incompatible con la dignidad de su oficio; en agosto contrajo segundas nupcias con Bernarda de la Torre, que residía en Madrid con unos tíos y aportó al matrimonio una modesta dote de 2000 ducados de vellón; por fin, en noviembre firmó con Pedro de Villafranca carta de pago por valor de 16 500 reales por la restauración de los frescos de la Sala de Batallas del Monasterio de El Escorial, trabajo que obtuvo gracias a la mediación de su amigo Juan Carreño de Miranda y que supuso el primer encargo directo de la corona.

### Trabajos para la Entrada de la reina María Luisa de Orleans en Madrid

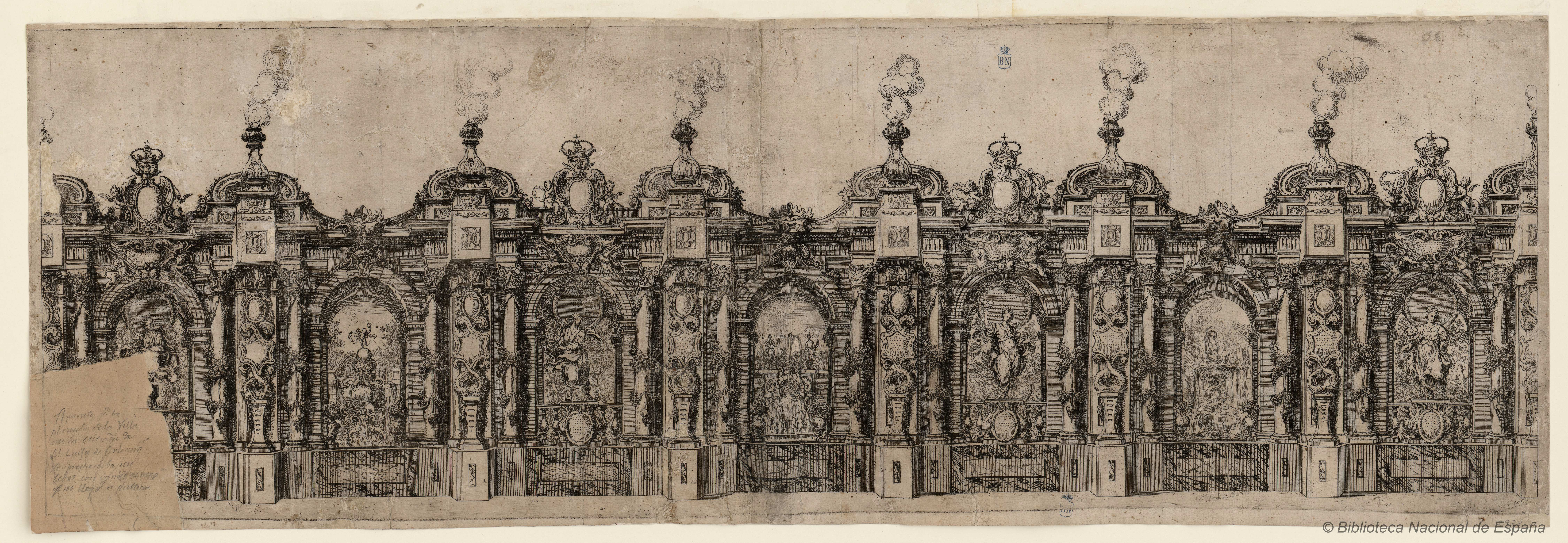
Galería de los Reinos. Arquitectura efímera para la entrada de la reina María Luisa de Orleans en Madrid el 13 de enero de 1680. Aguafuerte, 262 x 805 mm, Madrid, Biblioteca Nacional de España.

María Luisa de Orleans, primera esposa de Carlos II, hizo su entrada en Madrid el 13 de enero de 1680. Los preparativos para la joyeuse entrée comenzaron no más tarde del 31 de agosto del año anterior, cuando se fecha el primero de los contratos, y en ellos participaron numerosos artistas, con una intervención destacada de Coello y de Donoso, a quienes Palomino atribuye haber tomado a su cargo no solo la pintura, sino también «las más trazas de esta función». También por Palomino se sabe que el ayuntamiento de Madrid había proyectado dar a la estampa una relación de los actos festivos, para lo que ya se habían hecho algunos grabados, aunque «por las intercadencias del tiempo y omisión de algunos de los señores comisarios, se fue olvidando». Se conservan, no obstante, dos relaciones impresas anónimas, una de ellas más completa redactada quizá por su impresor, Lucas Antonio de Bedmar y Valdivia, con el título Descripción verdadera y puntual de la real, magestuosa, y pública Entrada, que hizo la Reyna Nuestra Señora Doña María Luisa de Borbón desde el Real Sitio del Retiro, hasta su Real Palacio, el sábado 13 de Enero deste año de 1680. Con la explicación de los Arcos, y demás Adornos de su memorable Triunfo. Sus descripciones han permitido identificar con esta entrada varios dibujos y cuatro grabados anónimos conservados en la Biblioteca Nacional, algunos de ellos relacionados con Coello: los que representan una parte de la Galería de Reinos que recorría la calle del Retiro, y el arco alzado en la Puerta del Sol, cuyo grabado se atribuye a Matías de Torres.

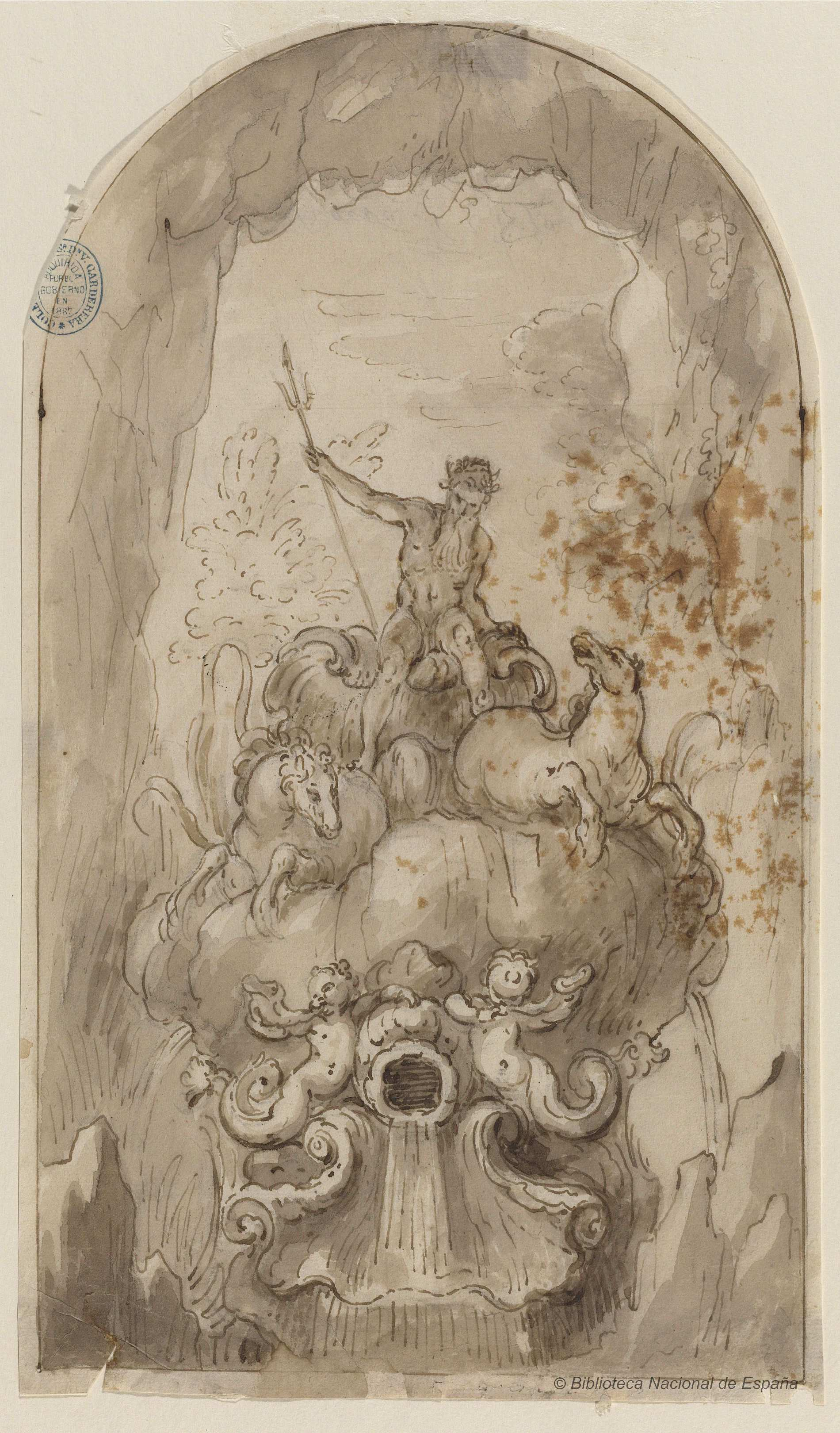
Fuente con Neptuno, dibujo sobre papel agarbanzado a pluma, pincel, tinta y aguada parda clara, Madrid, Biblioteca Nacional de España.

Partiendo del Buen Retiro la comitiva se dirigió al Alcázar siguiendo el itinerario acostumbrado por San Jerónimo y Mayor. Hubo arcos en el Prado, Italianos, Puerta del Sol, Puerta de Guadalajara y Santa María y otros ornatos en el Retiro, donde hasta llegar al primer arco se dispuso una calle flanqueada de nichos y fuentes con estatuas que representaban los reinos de la monarquía hispánica y figuras mitológicas, San Felipe, plaza de la Villa y plaza de Palacio. De la intervención de Coello en estos decorados efímeros escribe Palomino:

y especialmente trazó Claudio el arco célebre del Prado, y la calle del Retiro, que uno, y otro se dio a la estampa; donde estaban todos los reinos de la Monarquía ofreciendo a la Reina nuestra señoras sus coronas, frutos, y riquezas; cosa verdaderamente de extremado gusto, y capricho: como también lo fue la traza del ornato de la plazuela de la Villa, en que se ejecutaron las Fuerzas de Hércules, por traza de Claudio, de mano de Don Francisco Solís, con elegante disposición, y bizarría.

De la Galería de los Reinos, en la que con Coello y Donoso intervinieron los arquitectos José Ratés y José Acedo, inspirado en los diseños de Rubens para la entrada del cardenal-infante don Fernando en Amberes, además de la estampa a la que aludía Palomino, se conocen dos dibujos de fuentes, Fuente con dos figuras alegóricas y Fuente con Neptuno, ambos en la Biblioteca Nacional, y quizá una Fuente con Diana (Academia de San Fernando), desnudo femenino atribuido de antiguo a Coello, inspirado en la Afodita agachada de Doidalsas de Bitinia, sobre una taza ornamental de dudoso destino. No se ha conservado en cambio el grabado del arco del Prado, contratado por Coello el 1 de septiembre, pero gracias a la Descripción impresa por Bedmar puede reconocerse como perteneciente a él un dibujo de Coello conservado en los Uffizi de Florencia que muestra a Júpiter sojuzgando a Madrid, amorcillos, una representación del Genio —protector en el mundo clásico de las ciudades y de los matrimonios—, el Alcázar de Madrid y un soneto:

Ya no más Roma por su fama aliente
[...] Solo Madrid y la Española gente, 
que a Iove rindió cultos Religiosos
del Orbe en los espacios anchurosos,
suceda a su desvelo providente.
Solo Madrid, que a Roma desafía...

Pintura que figuraba en el lienzo principal de la fachada posterior del arco, dando al convento de los capuchinos, entre esculturas de la Providencia, Camoens, Lope de Vega y una alegoría de las cuatro partes del Mundo.
Para recibir a la nueva reina se procedió además a redecorar las habitaciones que había de ocupar en palacio, por lo que se encargó a Coello junto con Donoso y Matías de Torres la pintura de la bóveda del llamado Cuarto de la reina, aunque en esta ocasión debían sujetarse a los modelos que, como pintor del rey, les proporcionó Francisco de Herrera el Mozo, cuyos asuntos de desconocen.

### Pintor del rey

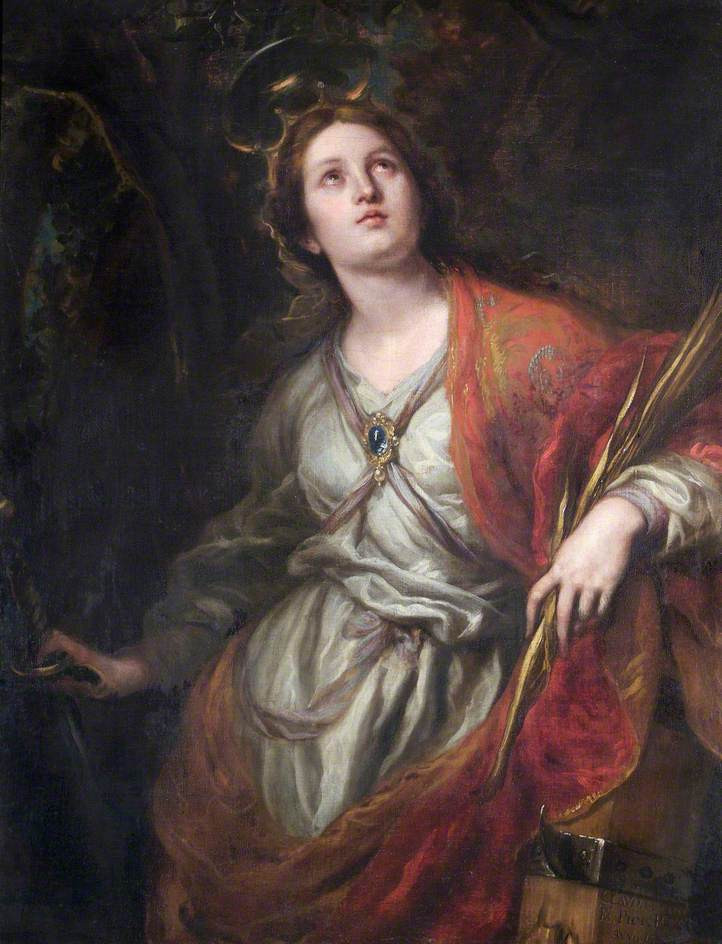
Santa Catalina de Alejandría, firmado «CLAUD COELL. FA. PICT. REG. ANNO 1683», óleo sobre lienzo, 121 x 90 cm, The Wellington Collection, Apsley House.

Pasados los festejos conmemorativos Coello debió de volver a sus trabajos al óleo y al fresco para iglesias y conventos aunque escasean los documentos y las obras firmadas para estos años. Pudiera estarlo la Virgen del Socorro del monasterio benedictino de San Martín Pinario en Santiago de Compostela, aunque la fecha aparente de la firma (1618) se ha interpretado como 1681 o como 1678. En 1682 se fecha el gran lienzo de altar del Éxtasis de santa María Magdalena en la iglesia de Santa María Magdalena de Ciempozuelos (Madrid), en el que el pintor parece rendir homenaje al cuadro del mismo asunto de José de Ribera ahora en la Real Academia de Bellas Artes de San Fernando. También pudieran corresponder a este momento los perdidos frescos de las iglesias madrileñas de los Trinitarios Calzados y de San Basilio, en colaboración con Donoso, y los óleos de El martirio de San Plácido y El matrimonio místico de santa Gertrudis pintados para el monasterio benedictino de la Encarnación en Corella (Museo de Arte Sacro de Corella, Navarra), al que se había trasladado la madre Paula Manuela de la Ascensión, que había sido abadesa del convento de San Plácido cuando Coello trabajaba en él. Una Inmaculada Concepción conservada en la clausura del convento de Agustinas Recoletas de La Calzada de Oropesa debió de pintarse también en estos años, según se desprende de un documento algo confuso fechado en 1683 por el que Coello, Donoso y Ratés se oponían a la pretensión de la priora del convento que reclamaba el cuadro pintado por Coello, según decía este por encargo de José de Acedo. Lo confirma el testamento de Acedo, fallecido en febrero de 1683, en el que declaraba haber encargado a Coello tres pinturas, dos de ellas por cuenta del convento, que no había terminado de pagar. Su esbelta figura y dinámica silueta es la característica de la abundante producción inmaculadista de Coello, de la que se puede destacar la firmada del Tribunal Supremo.
El 30 de marzo de 1683 fue nombrado pintor del rey en la vacante que dejaba Dionisio Mantuano, sin gajes, que no percibiría hasta dos años más tarde, pero obligado al pago de la media annata. Ya como pintor del rey firmó la bella Santa Catalina de Alejandría del Museo Wellington en la que conjuga modelos y colores de Guido Reni con los de Anton van Dyck. Sin embargo no permaneció mucho tiempo en Madrid. Tras bautizar el 1 de agosto a su hijo Cristóbal Juan marchó a Zaragoza para hacerse cargo de la decoración de la iglesia del colegio de agustinos recoletos de Santo Tomás de Villanueva, conocida popularmente como de la Mantería. Allí trabajó hasta 1685 en la pintura de los muros, de la que nada queda, y en las seis cúpulas del templo, con sus tambores y pechinas, contando con la ayuda del recién regresado de Roma Sebastián Muñoz, que había sido su discípulo antes de marchar a Italia para completar su formación en el taller de Carlo Maratta. Centradas en la figura de santo Tomás de Villanueva y en la exaltación de la Orden de San Agustín entre arquitecturas fingidas, guirnaldas y angelotes, las pinturas han llegado en mal estado de conservación, habiendo sufrido una agresiva restauración en 1950 y el derrumbe de una de sus cúpulas en 2001.
De aceptarse la secuencia cronológica propuesta por Palomino, al volver de Zaragoza «ejecutó el gran cuadro de Santo Domingo, con Nuestra Señora del Rosario, que está en la iglesia del convento de este nombre (que vulgarmente llaman el Rosarito, en la calle Ancha de San Bernardo de esta Corte) y está colocado en el presbiterio, al lado del Evangelio». El cuadro, ahora conservado en el museo de la Real Academia de Bellas Artes de San Fernando, donde ingresó en 1818, mantiene algo simplificada la composición en tres niveles de la Anunciación de San Plácido, con el santo en posición intermedia, en lo alto de una escalinata por la que asciende el perro con el hachón o vela encendida como atributo del santo, y recibiendo el rosario de manos de la Virgen con el Niño a los que Domingo presenta algunos devotos arrodillados a sus pies. El asunto, desarrollado en un lienzo de enormes proporciones, se organiza en torno a una poderosa línea diagonal, contrarrestada por las líneas verticales de la escalinata y las horizontales del fondo arquitectónico. Para el mismo convento madrileño pintó también según Palomino otros cuatro cuadros para los altares colaterales, aunque ya en su tiempo habían sido desplazados a otras dependencias del convento: San Jacinto y Santa Catalina de Siena, no conservados, y los que llama «colaterales antiguos»: Santo Domingo de Guzmán y Santa Rosa de Lima, ahora en el Museo del Prado en el que ingresaron procedentes del Museo de la Trinidad, formado con obras de los conventos desamortizados. Con un recurso semejante al empleado en la Virgen del Socorro de la iglesia de San Martín Pinario, justificado en este caso por tratarse del retrato de una imagen de bulto muy venerada en monasterios benedictinos, Coello coloca a los santos sobre peanas voladizas y con un punto de vista muy bajo, como si de estatuas se tratara, cobijados bajo un tramo de arquitectura abovedada con cortinajes pero abierta al fondo a un paisaje intensamente iluminado con el que rompe la apariencia de nicho y da vida a las monumentales figuras.

### LaAdoración de la Sagrada Formay el nombramiento de pintor de cámara

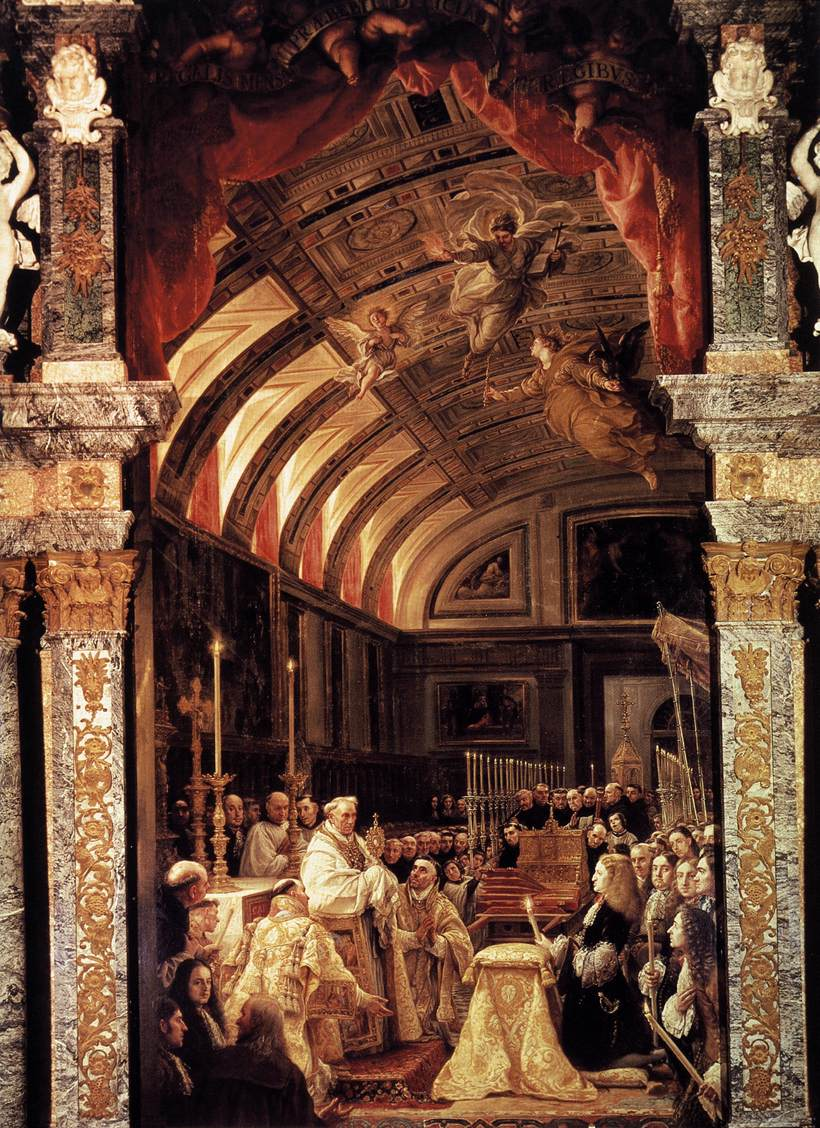
La adoración de la Sagrada Forma de Gorkum por Carlos II, firmada y fechada «CLAUDIUS COELL. REGIAE MAIESTAS CAROLI II CAMERARIUS PIC. FACIEBAT ANNO DNI 1690», óleo sobre lienzo, aproximadamente 500 x 300 cm, sacristía del Monasterio de El Escorial.

En agosto de 1685, a los pocos días de morir Francisco Rizi, se le asignó un salario como pintor del rey. También debió de ser en ese momento cuando se le encomendase la pintura de la Adoración de la Sagrada Forma en la que había comenzado a trabajar Rizi con destino a la sacristía del monasterio de El Escorial. No debió de gustar a Coello lo que había empezado su maestro, según cuenta Palomino, pues encontró que el punto de vista era muy elevado, por lo que «hubo de bajarle, y hacer nueva composición, de que hizo un borroncillo admirable». El lienzo es, entre otras cosas, un retrato de grupo con ocasión de la exposición de la Sagrada Forma oficiada por el padre Francisco de los Santos, prior del monasterio, en presencia del rey Carlos II y los miembros de la corte, lo que obligó a Coello a hacer retratos de todos los participantes en la ceremonia. Palomino, que no había hecho ninguna mención anterior a retratos pintados por Coello, dirá por tal motivo que fue un cuadro «de increíble trabajo y estudio». Los retratos de Carlos II, algo idealizado, y del padre Santos en el castillo de Nelahozeves (Chequia), aunque muy acabados, se han interpretado en ocasiones como estudios preparatorios para el cuadro de El Escorial con el que también se relaciona el retrato del duque de Medinaceli del Museo Nacional de Arte de Cataluña, el personaje que en la composición de El Escorial aparece inmediatamente detrás del rey, aunque en el retrato individual se presente ante un fondo de paisaje. El escenario donde se desarrolla la ceremonia es la misma sacristía en la que cuelga el cuadro. Su colocación en el altar de la pared del mediodía supuso el desplazamiento de la Perla de Rafael del lugar privilegiado que le había asignado Velázquez. Se identifican algunas de las pinturas que cuelgan de los muros —el Lavatorio de Tintoretto y La Virgen con el Niño entre san Antonio de Padua y san Roque de Tiziano, ahora en el Prado, y Cristo y la mujer adúltera de Anton van Dyck, conservada en el Hospital de la Venerable Orden Tercera—, pinturas efectivamente localizadas en su momento en la sacristía escurialense y en los mismos lugares que ocupan en la Sagrada Forma, pero Coello no intentó crear efectos de perspectiva ilusionista. El realismo de la pintura se interrumpe, por otra parte, en su parte superior, donde vuelan las alegorías de la Religión, el Amor Divino y la Majestad Real según la Iconología de Cesare Ripa y unos amorcillos juguetean sobre una cortina recogida, como si del telón de un escenario teatral se tratara.
El 31 de diciembre de 1685 juró el cargo de pintor de cámara vacante por muerte de Juan Carreño de Miranda. Si, como dice Palomino, el nombramiento premiaba el retrato del rey hecho durante una visita del monarca al monasterio, ha de tratarse de uno de aquellos estudios previos, de los que se conoce alguna otra copia, pues Coello trabajó en la Sagrada Forma hasta 1690, cuando la firmó ya como pintor de cámara. Es en ese cargo cuando se ocupó de pintar algunos retratos y «otras cosas de la obligación de su empleo: como en reparar, y limpiar las pinturas, que estaban muy deterioradas del humo de las luces, y tomadas del tiempo». Consta por Palomino que retrató a la reina madre, Mariana de Austria (Múnich, Alte Pinakothek y Barnard Castle, Bowes Museum) y a Mariana de Neoburgo, segunda esposa de Carlos II (perdido). Por encargo de esta última, a cuya colección perteneció, podría haber pintado el retrato del Padre Cabanillas, religioso franciscano, de bulto largo (Museo del Prado). El de Nicolasa Manrique (Madrid, Instituto Valencia de don Juan), atendiendo a la edad de la retratada, ha de ser 1690 o poco más tarde, momento al que también han de pertenecer, por la moda en el vestuario, el Retrato de una joven del Museo Goya de Castres y el retrato de Doña Teresa Francisca Mudarra y Herrera, esposa de Juan de Larrea, secretario de Estado y del Despacho Universal de Carlos II (Museo de Bellas Artes de Bilbao), con los refinados toques de elegancia y lujo característicos del retrato cortesano del momento.

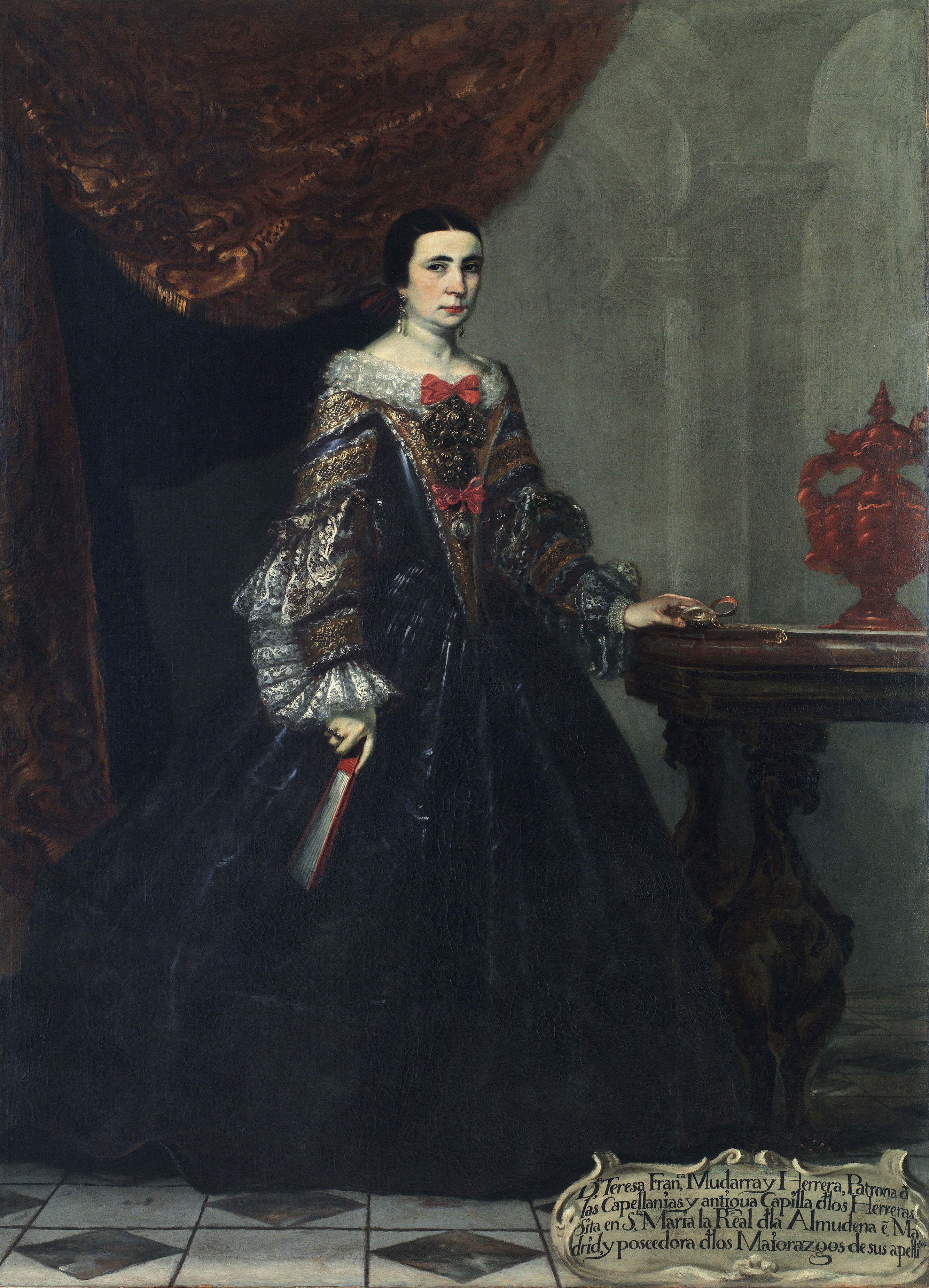
Retrato de doña Teresa Francisca Mudarra y Herrera, óleo sobre lienzo, 210 x 145 cm, Museo de Bellas Artes de Bilbao.

Como parte de sus funciones de pintor de cámara, en 1686 fue llamado a pintar al fresco los techos del remodelado cuarto de la Reina en la Galería del Cierzo del Real Alcázar. El tema elegido fue el de la fábula de Psique y Cupido. Coello trazó las líneas básicas de la arquitectura fingida y la ornamentación de los marcos y proporcionó los modelos de las historias, pero al poco de empezar retornó a El Escorial para continuar con la pintura de la Sagrada Forma dejando a cargo de los frescos a Palomino. En septiembre de 1688 todavía cobró algunas cantidades por estas pinturas, conforme a lo ordenado por la propia reina, María Luisa de Orleans. Pero a su muerte, en febrero de 1689, el proyecto de catafalco para las exequias fúnebres presentado por Coello fue postergado frente al de Churriguera.

### Últimos años
Tras la Adoración de la Sagrada Forma no se tienen noticias precisas de trabajos hechos para la corte. Aunque unos días después de muerto su viuda cobró por cinco retratos que le había encargado Mariana de Neoburgo, segunda esposa de Carlos II, en los preparativos para su entrada en Madrid no había participado y la llegada a España de Luca Giordano en 1692 para pintar al fresco la escalera del monasterio de El Escorial le causó una profunda decepción.
Por el contrario, no debió de faltarle el trabajo para iglesias y conventos sobre todo de fuera de Madrid. En enero de 1691 escribió al padre Matilla del convento de San Norberto de Madrid disculpándose por haber interrumpido un trabajo, del que no se tiene otra noticia, a causa de su mala salud. También en 1691 fue nombrado pintor de la catedral de Toledo y firmó «CLAVDIVS A COELLO PIGNOR [sic] REGIS» la Coronación de la Virgen del remate del retablo mayor de la iglesia parroquial de La Calzada de Oropesa, de formato trapezoidal por adaptarse al cascarón del ábside, flanqueada por otros dos lienzos con ángeles músicos también de su mano. No hay seguridad, sin embargo, de que fuese también suyo el lienzo de gran formato de la Asunción de la Virgen que ocupaba el cuerpo principal de ese retablo, incendiado en la guerra civil (1936) y sustituido por una modesta copia a partir de fotografías, que podría haber sido pintado por Donoso.
El mismo año firmó el San Juan de Sahagún pintado para el desaparecido convento de San Agustín de Salamanca junto con un Santo Tomás de Villanueva, conservados ambos en la iglesia del Carmen de Abajo de aquella ciudad. Conforme al relato de Palomino, lo último que acabó fue El martirio de San Esteban —que a algunos parecía poco martirio— pintado por encargo de fray Pedro Matilla, confesor del rey, para ser colocado en lo alto del retablo mayor de la iglesia de San Esteban de Salamanca, obra de José Benito de Churriguera. Acabado el cuadro, contaba el biógrafo cordobés, con sus brillantes colores se expuso en palacio donde lo vio Luca Giordano, «a quien pareció muy bien; y con razón, porque es excelentísimo cuadro». Testimonio del inmediato éxito de la pintura es también la existencia de una buena copia, pintada probablemente en el propio taller de Coello, en el retablo mayor, también de los Churriguera, de la iglesia parroquial de San Esteban de Fuenlabrada.
Coello otorgó poder a su esposa el 15 de abril de 1693 para que dictase su testamento conforme a lo que tenían hablado y murió cinco días más tarde, siendo enterrado en su parroquia de San Andrés. Dejaba por herederos a sus hijos Bernardino, nacido del primer matrimonio, y Juan Cristóbal, a quien daba tratamiento de don quizá por ser sacerdote, Miguel, Tomás, Juana, Felipa y Manuela, estas dos últimas de tres y un año respectivamente. El inventario que se hizo de sus bienes incluía una colección de pinturas formada por 180 entradas de cuya tasación se encargaron Teodoro Ardemans y Manuel de Castro, discípulos ambos de Coello. Buena parte debían de ser los modelos y bocetos de sus propios cuadros junto a un significativo número de copias de Rubens, Tiziano, Veronés, Van Dyck y Velázquez (retrato de una niña). Pinturas religiosas y retratos estaban bien representadas, pero también guardaba pinturas de géneros de los que no hay constancia que cultivase, como paisajes, bodegones, floreros y pequeños cuadros de asunto mitológico.